# MI 09

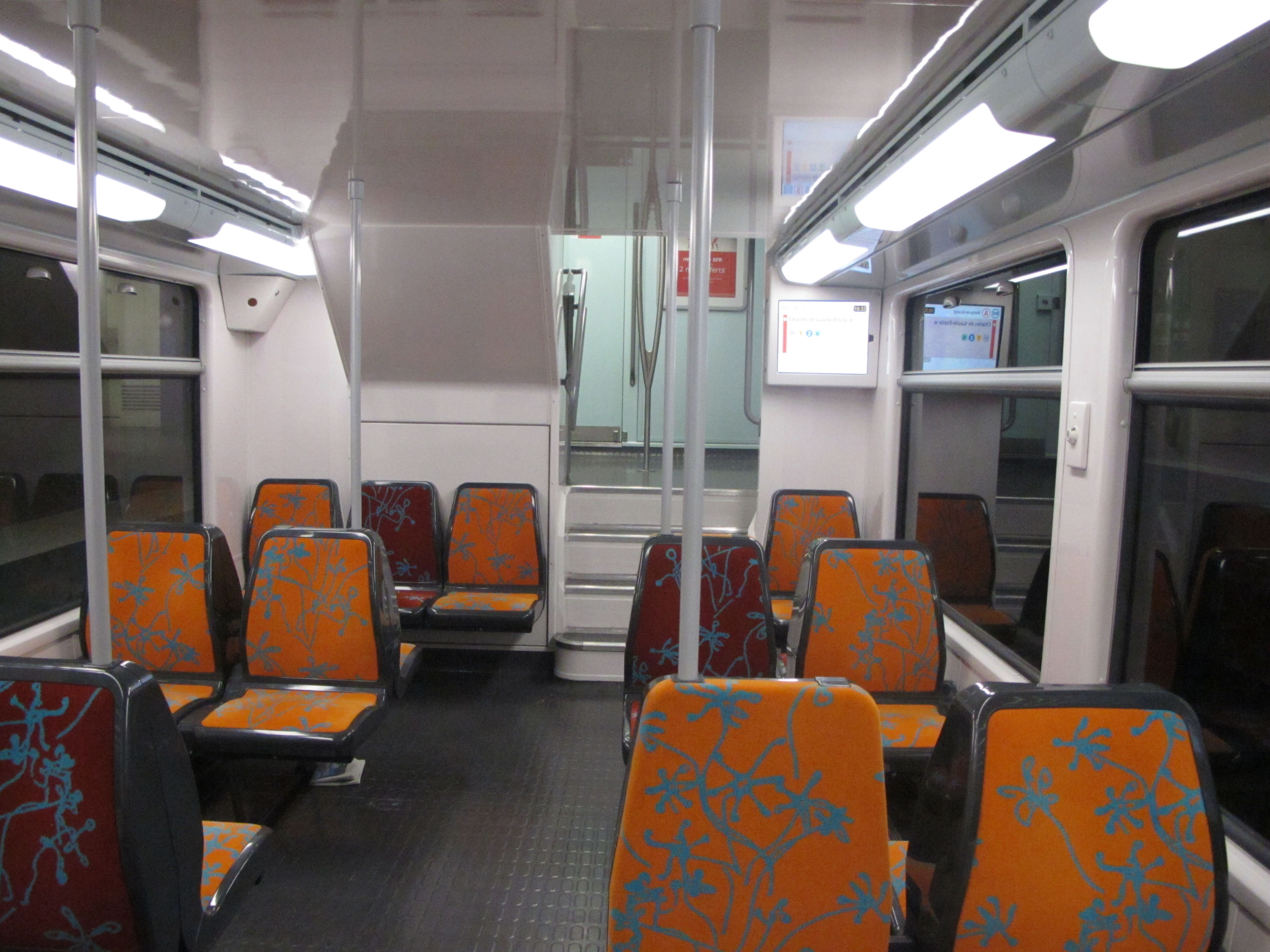
Az alsó szint utastere

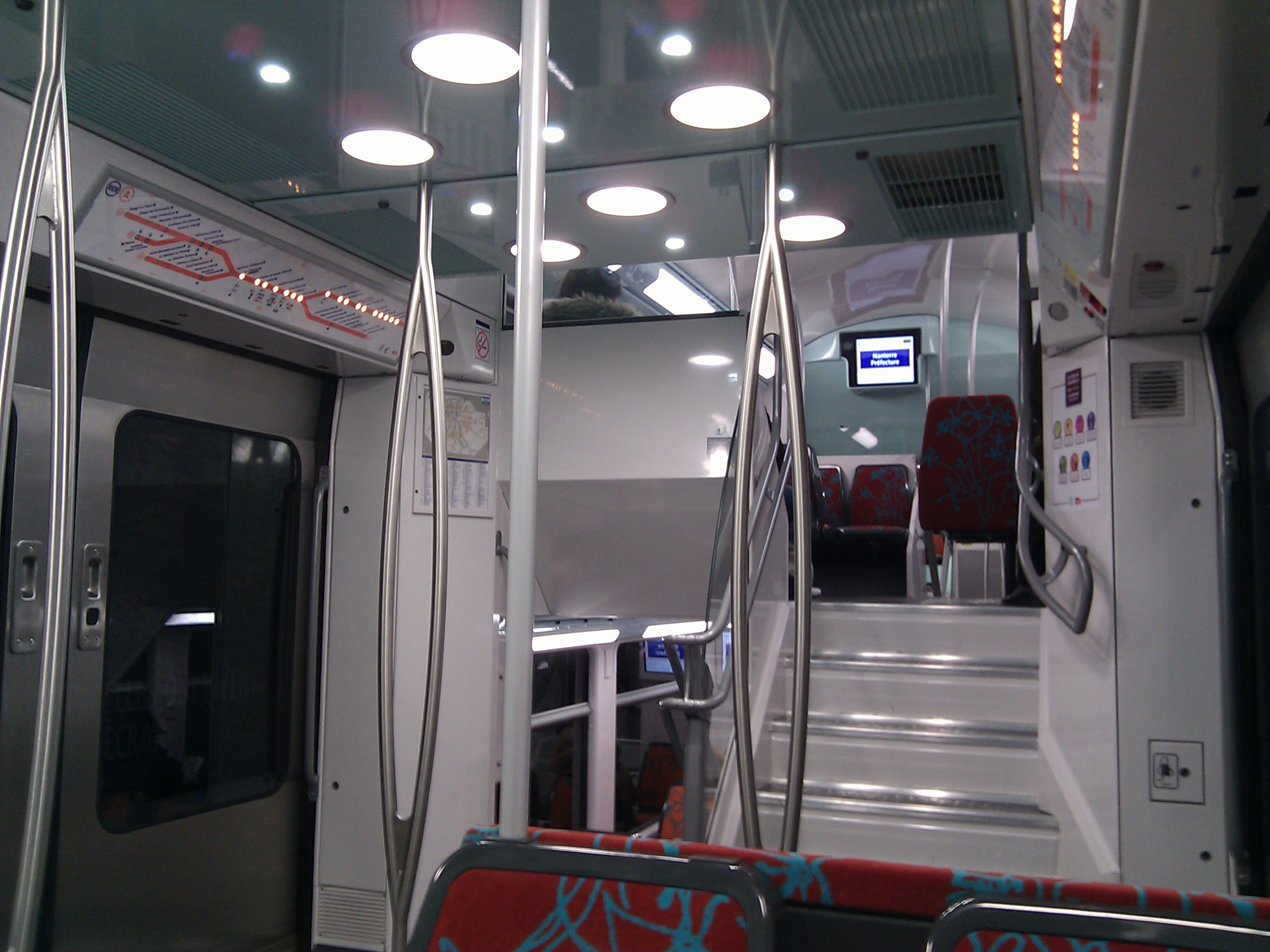
Utastér a lépcsőfeljáróval

Az MI 09 egy francia villamosmotorvonat-sorozat, mely a párizsi RER hálózaton közlekedik. Összesen 60 db szerelvényt gyártott az Alstom és a Bombardier.

## Története
Nicolas Sarkozy francia elnök és számos közlekedési vezető jelenlétében 2011 év végén ünnepélyesen átadták a párizsi RER „A” vonalára készített MI09 villamos motorvonatokat. Az Alstom és a Bombardier konzorciuma szállította le a 60 vonatból álló flottát, egy 2009. évben megkötött 917 millió euró értékű szerződés alapján.
Az MI09 vonat nagykapacitású, fejlesztésének alapjául az MI2N villamos motorvonat szolgált, melyet az 1990-es években szintén az Alstom és a Bombardier konzorcium szállított.

## Műszaki jellemzése
Az MI09 vonat 110 méter hosszú, 2 600 utas befogadására alkalmas, melyből 948 ülhet. Mindegyik kocsin hat ajtó van a gyors utascsere érdekében. Az MI09 típusú vonatok nagyobb gyorsítási, és fékezési teljesítménye lehetővé teszi a vonatgyakoriság növelését a párizsi RER „A” vonalán, ahol e villamos motorvonat felváltja az MI84 típusú vonatokat, 30 százalékkal növelve az óránkénti kapacitást.
A motorkocsikat az Alstom Valenciennesben lévő gyáregységében építették, a Bombardier szerelte össze a vonat három közbenső kocsiját a Crespinhez közel lévő gyárában. Havonta két vonatot szállítanak le a RATP számára, és így az utolsó vonatok 2014-ben állnak üzembe. A második 70 darab vonat gyártására szóló szerződés alapján 2014-2017 években újabb vonatokat szállítanak és váltják fel a jelenleg üzemelő MS61 sorozatú járműveket.